# 10:e världsjamboreen
Den 10:e världsjamboreen hölls i Laguna i Filippinerna 1959. 12 000 scouter från 69 länder deltog i jamboreen.